# Ribas de Campos
Ribas de Campos ist ein nordspanisches Dorf und Hauptort einer Gemeinde (municipio) mit 153 Einwohnern (Stand: 2024) in der Provinz Palencia in der Autonomen Gemeinschaft Kastilien-León.

## Lage und Klima
Ribas de Campos liegt in der Region Tierra de Campos auf der kastilischen Hochebene in einer Höhe von ca. 775 m. Die Provinzhauptstadt Palencia befindet sich mit ihrem Stadtzentrum etwa 15 Kilometer (Fahrtstrecke) südlich.
Das Klima im Winter ist durchaus kalt, im Sommer dagegen warm bis heiß; die eher spärlichen Regenfälle (ca. 528 mm/Jahr) fallen überwiegend im Winterhalbjahr.

## Bevölkerungsentwicklung
| Jahr      | 1970 | 1981 | 1991 | 2001 | 2011 | 2021 |
| Einwohner | 419  | 323  | 239  | 207  | 175  | 137  |

## Sehenswürdigkeiten
- ehemaliges Prämonstratenserkloster Santa Cruz de Ribas
- Martinskirche

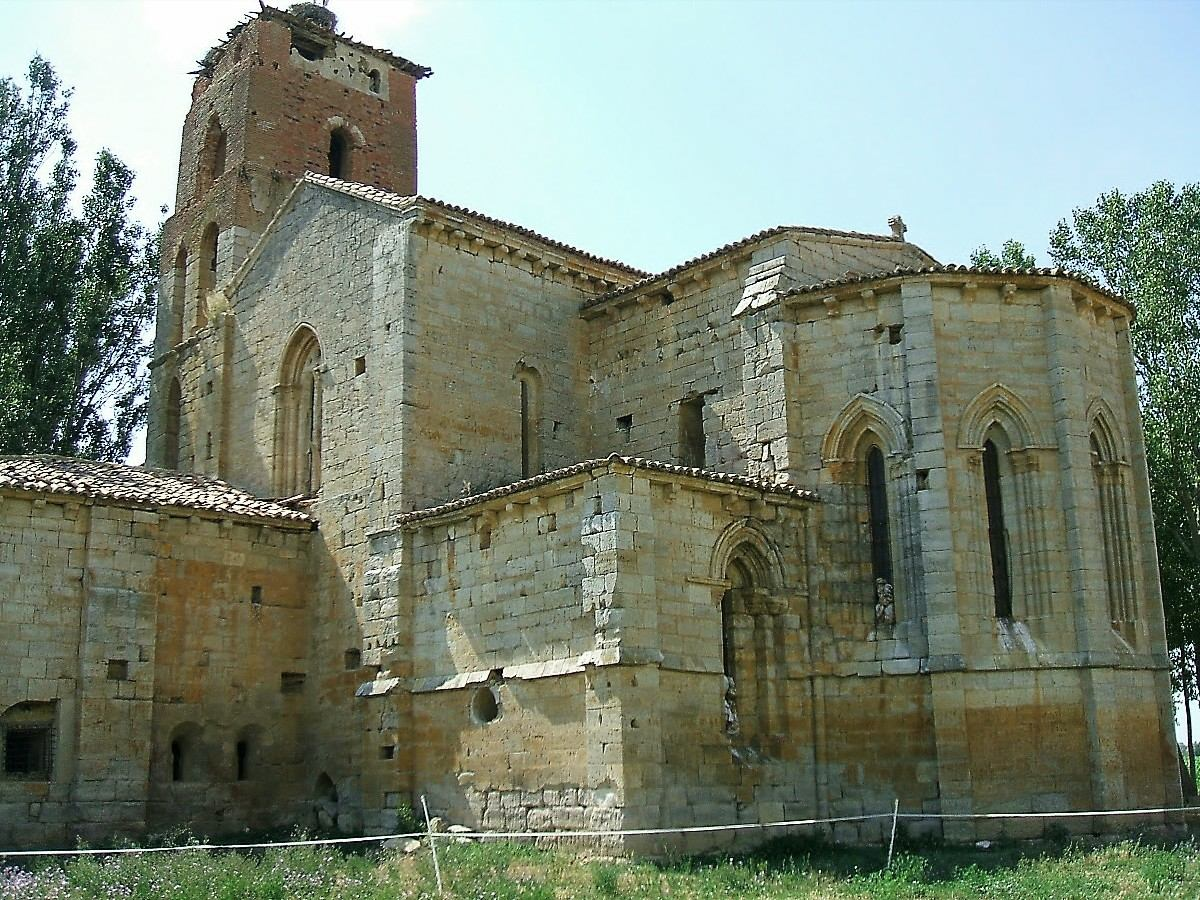
Klosterkirche von Santa Cruz de Ribas
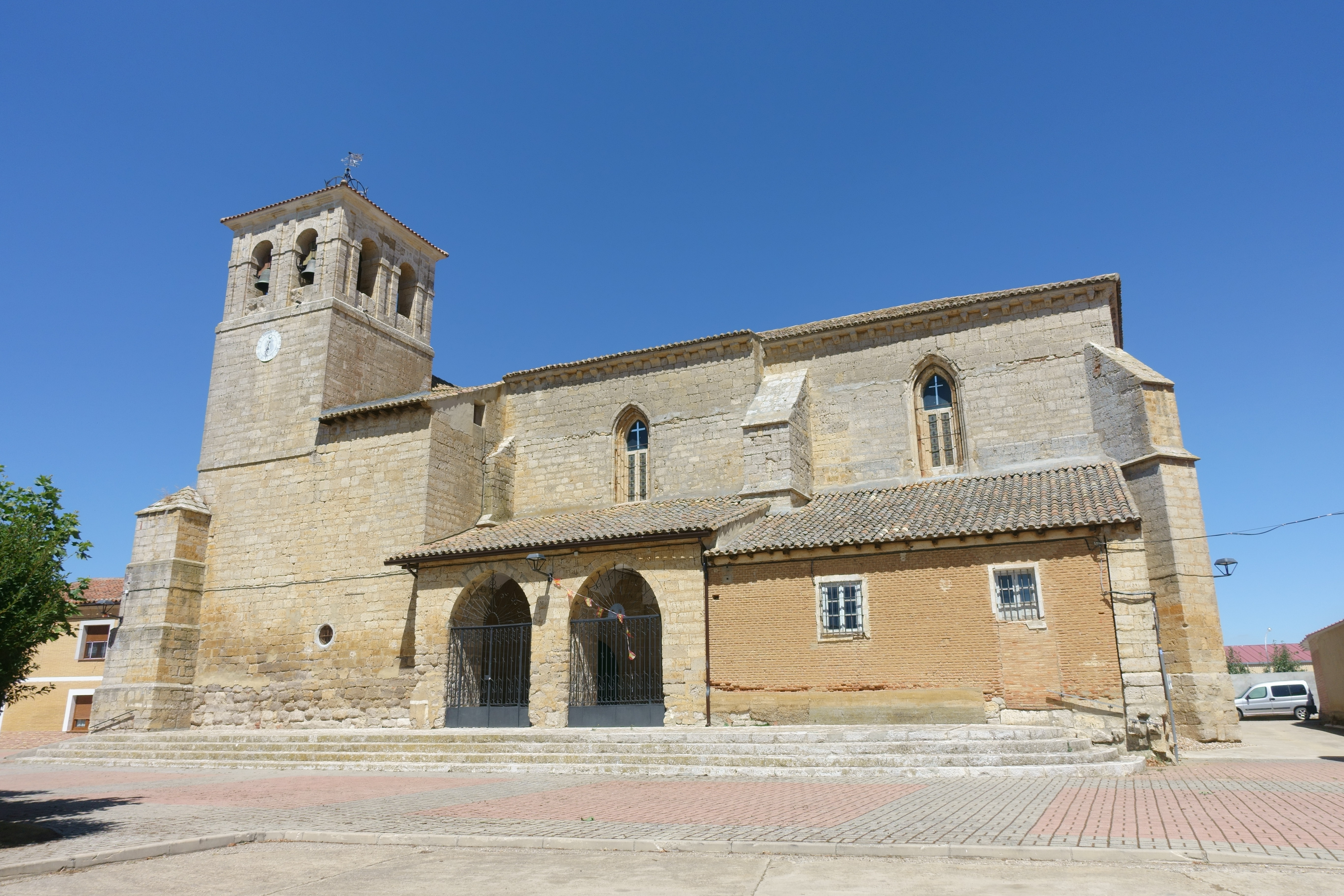
Martinskirche
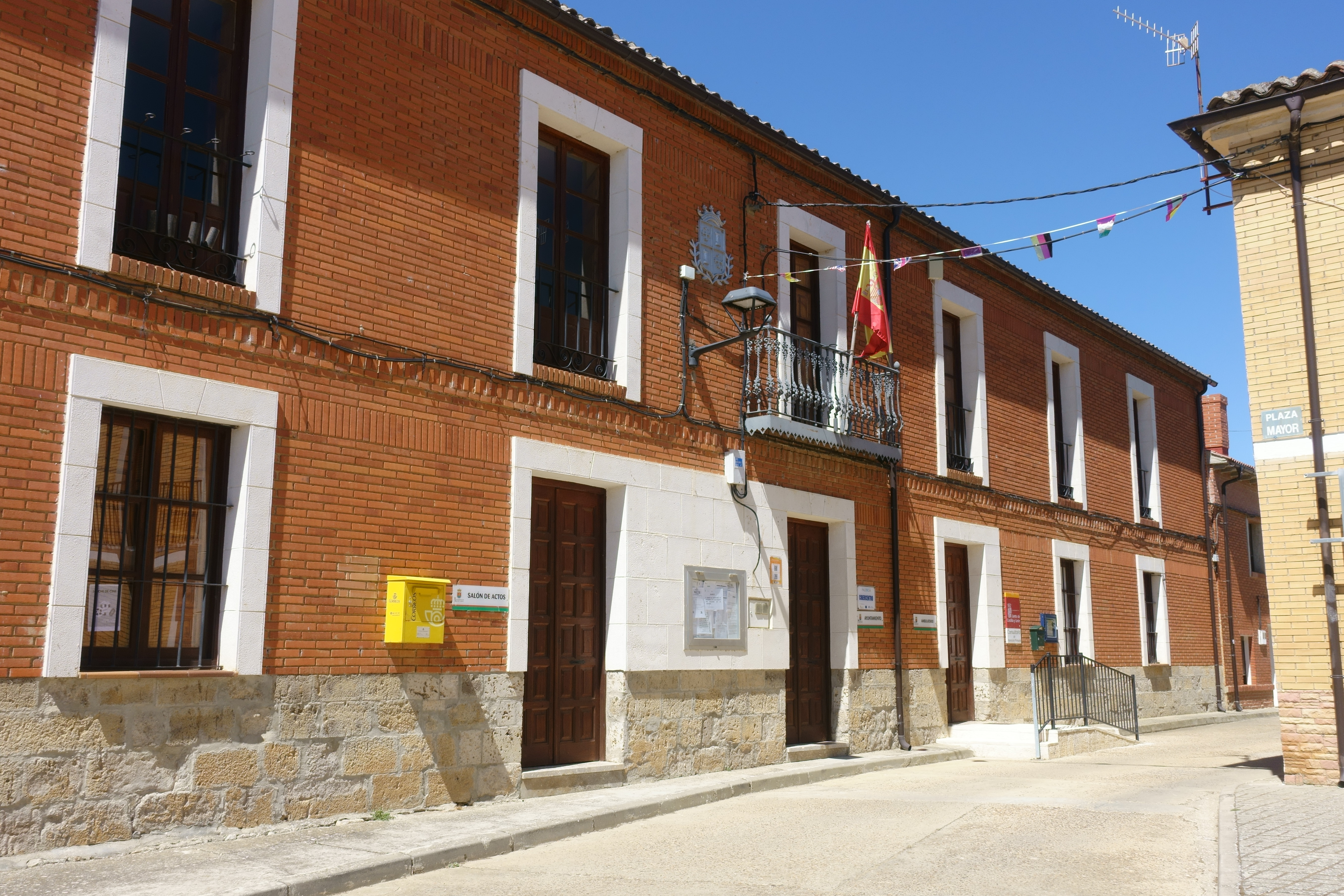
Rathaus